# Aplogompha noctilaria
Aplogompha noctilaria là một loài bướm đêm trong họ Geometridae.